# Egosyntonie
Egosyntonie (ego-syntonie) je soulad určitého cítění, prožívání, představ, myšlenek, vlastnosti nebo chování s vlastním sebepojetím, jejich vnímání (přijetí) jako nedílné části své osobnosti. Termín se používá zejména v psychologii abnormálních jevů, které mohou a nemusejí být chápány jako poruchy osobnosti, duševní poruchy nebo poruchy chování. 
Od 80. let 20. století, kdy byl protikladný termín egodystonní použit v klasifikacích duševních poruch v souvislosti s homosexualitou a potažmo sexuální orientací, se stala tato komplementární dvojice pojmů obecně známou, a to především v tomto použití. Řidčeji se však stále používá i pro jiné aspekty sebepřijetí a osobnostní integrity. 